# Kingston (Nevada)
Kingston – jednostka osadnicza w Stanach Zjednoczonych, w stanie Nevada, w hrabstwie Lander.